# Nandy Somé-Diallo
Nandy Somé-Diallo est une femme politique burkinabèe. Elle est la ministre chargée de la Solidarité, de l’Action humanitaire, de la Réconciliation nationale, du Genre et de la famille au sein du gouvernement Tambèla de 2022 à 2024.

## Biographie

### Enfance et études
Nandi Somé-Diallo est géographe et administrateur civil de formation. Elle obtient sa maitrise en géographie urbaine à l’université de Ouagadougou. Admise au concours de l’École nationale d'administration et de magistrature (ENAM) de Ouagadougou, elle en sort administrateur civil,,.

### Carrière professionnelle
En 2005, Nandi Somé est nommée directrice de l’organisation administrative du territoire. Elle poursuit sa carrière comme haut-commissaire de la province du Houet (d'octobre 2011 à janvier 2015) avant d’être nommée gouverneur de la région du Centre-Nord. Représentante du chef de l’État, elle y passe quatre années.
Elle occupe ensuite le poste de directrice de cabinet du médiateur du Faso jusqu’en mai 2021. Elle est nommée secrétaire générale du ministère des Affaires religieuses et coutumière jusqu’au coup d’État de Paul-Henri Sandaogo Damiba en janvier 2022. À la suite du coup d’État d'Ibrahim Traoré en septembre 2022, elle est chargée du ministère de la Solidarité, de l’Action humanitaire, de la Réconciliation nationale, du Genre et de la Famille dans le gouvernement Tambèla.
À son actif, pendant la période de son service, les résultats suivants : les actions entreprises ont permis, un retour effectif dans plus de 650 localités, bénéficiant à plus d’un million de personnes (la barre symbolique du million), représentant 105 040 ménages , ainsi que la promotion des d'activités génératrices de revenus pour réduire la dépendance à l'aide des couches vulnérables.
Le gouverment Tambèla est dissout en décembre 2024 et Nandy Somé-Diallo n'est pas reconduite dans le gouvernement Ouédraogo.
Lors de la cérémonie de passation de charge, le 17 décembre 2024, avec la nouvelle ministre, le Commandant Passowendé Pélagie Kaboré, le Secrétaire Général du Gouvernement a exprimé la reconnaissance du Président du Faso, le Capitaine Ibrahim TRAORE, envers Madame Nandy SOME/DIALLO pour les résultats obtenus.
Cela est confirmé par les résultats de l'évaluation des contrats d'objectifs de chaque ministère, qui attestent qu'en 2024, le ministère de l’Action humanitaire et de la Solidarité nationale (MAHSN) a atteint un taux d’exécution de 91,23 % de son contrat d’objectifs .
En janvier 2025, Nandy Somé-Diallo ainsi que plusieurs anciens ministres sont cité par le principal accusé de l’affaire de détournement de fonds au ministère chargé de l’action humanitaire.
Selon le procureur, la deuxième partie des poursuites a été déférée par un réquisitoire introductif en date du 21 novembre 2024 au cabinet du doyen des juges d’instruction du pôle ECOFI du TGI Ouaga I. "Elle concerne l’ensemble des faits qui n’ont pas été pris en compte dans le dossier de flagrant délit. Ainsi, toutes les autres personnes impliquées dans l’affaire, citées ou non au cours du procès, sont également visées par cette procédure déjà pendante devant le juge d’instruction" a poursuivi Blaise Bazié .
Pour rappel, dans le cadre du procès pour détournement de capitaux au ministère de l'Action humanitaire et de la Solidarité, le principal accusé, Amidou Tiégnan, poursuivi pour faux en écriture, usage de faux en écriture et détournement de deniers publics d'une valeur de 3 milliards de F CFA, a été condamné le 24 décembre 2024 à 15 ans de prison ferme, ainsi qu'à une amende de plus de 5 milliards de F CFA .

## Vie de famille
Nandy Somé-Diallo est mariée et mère de trois enfants.

## Distinctions
- 2018 : Officier de l’Ordre de l’Étalon à titre exceptionnel[1]